# イブラヒマ・トゥーレ
イブラヒマ・トゥーレ（Ibrahima Touré、1985年12月17日 - ）はセネガルの元サッカー選手。

## 経歴
FCメスの下部組織から2005年成都天誠足球倶楽部に移籍。
モロッコのウィダード・カサブランカを経て2007年イランのパイカンFCにレンタルで移籍、21試合で13点を稼ぐ。そこからペルセポリスFC、セパハンFC時代を含め、4シーズン続けて2ケタ得点を記録する安定した活躍を見せる。
2011年、UAEのアジュマーンCSCに移籍したのち、リーグ1復帰を目指すASモナコに移籍し17試合で10点を記録。2012-13シーズンは18点をマークして見事にモナコのリーグ1復帰に貢献する。
しかし、それに伴う大型補強(ファルカオ・ガルシアやハメス・ロドリゲスなど)のあおりを受け、2013年8月14日、アル・ナスルSCと契約して再びUAEへと渡る。
2012年、セネガル代表デビューを果たした。